# Achyra murcialis
Anania murcialis là một loài bướm đêm trong họ Crambidae.